# Azilal (provins)
Azilal (berbisk : ⴰⵣⵉⵍⴰⵍ) er en provins i den marokkanske region Béni Mellal-Khénifra med hjemsted i byen Azilal der har omkring 30.000 indbyggere. Provinsens befolkning var i 2004 på 504.501 mennesker.
De største byer er:
- Afourar
- Azilal
- Ait Attab
- Bzou
- Demnate
- Foum Jamaa
- Ouaouizeght